# Huis ter Lucht

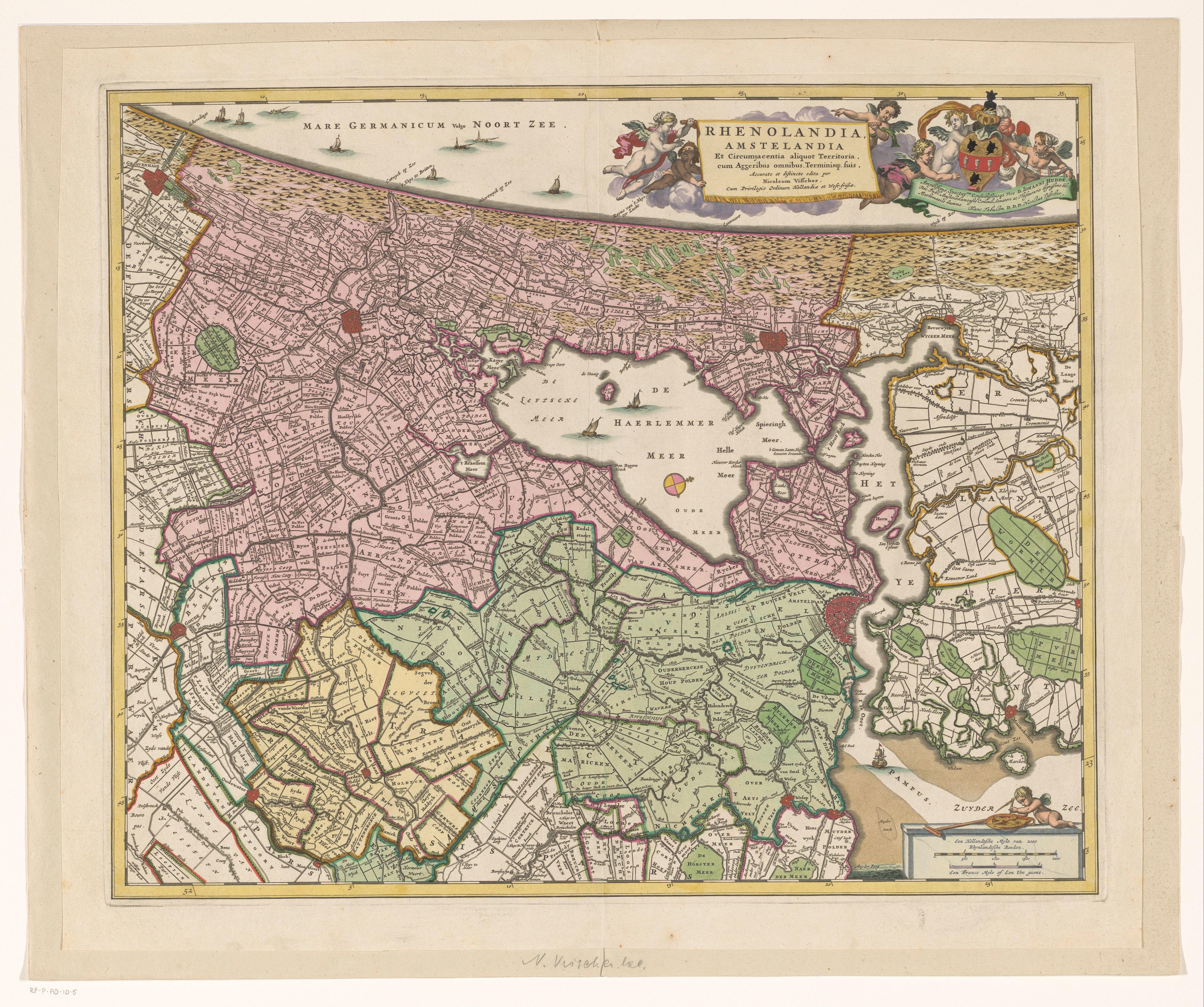
Op de 17e-eeuwse kaart van Rijnland staat verloren huys ter Lucht aangegeven tussen Noordwijk en Zandvoort, net zoals het verdwenen fort Brittenburg bij Katwijk aan Zee.

Huis ter Lucht (of ter Lugt) was een jachthuis dat in de duinen tussen Noordwijk en Zandvoort heeft gestaan.
Ter Lucht was een heerlijkheid ten noorden van Noordwijkerhout. Het omvatte met name de duinen tussen Noordwijk en Zandvoort op de huidige grens tussen Noord- en Zuid-Holland. Het werd gebruikt als jachtgebied. De duinen staan tegenwoordig bekend als de Luchterduinen.
Volgens oude kaarten van het Hoogheemraadschap van Rijnland stond er bij het strand in deze duinen de ruïne van het ‘Huys ter Lucht’ (of ‘huys ter Lugt’). Vermoedelijk heeft het huis als jachtslot in de duinen gediend voor Frank van Borssele, graaf van Oostervant, opperhoutvester van Holland. Hij was gehuwd met gravin Jacoba van Beieren en samen woonden ze op het nabijgelegen Slot Teylingen. Het jachtslot werd waarschijnlijk ook gebruikt voor het houden van grensdagen, omdat Ter Lucht een hoge heerlijkheid was.
De heerlijkheid ter Lucht was Frank van Borssele in leen gegeven door de Bourgondische hertog Filips de Goede in 1449. Na zijn dood ging de heerlijkheid over op zijn zuster Eleonora van Borssele, getrouwd met Ghysbrecht van Nyenrode. Het bleef in handen van hun erfgenamen, de families van Nyenrode en van den Bongardt, tot het in 1695 uit de nalatenschap van jonkheer Thomas Walraven van Arckel, zoon van Anna van den Bongardt, wordt verkocht aan Wigbold van der Does, heer van Noordwijk. Via vererving komt het vervolgens in handen van de graaf Otto van Lynden, wiens erfgenamen het weer verkopen aan de familie van Limburg-Stirum in 1821. Uiteindelijk is het merendeel van de grond opgegaan in de Amsterdamse Waterleidingduinen.
Behalve de vermelding op de kaarten van Rijnland is er weinig bekend over de ruïne van het huis ter Lucht. Er zijn geen afbeeldingen bekend noch komt het voor in de archieven van Rijnland. Noch is het precies bekend waar het precies lag, anders dan in duinen bij strandpalen 73 of 74. Vermoedelijk is het huis prooi van de zee geworden. Er zijn geen resten meer van te vinden. Ook een later meer landinwaarts gebouwd huis ter Lucht bestaat tegenwoordig niet meer, nadat het verloren ging in een brand daags voor Allerheiligen in 1916. Het enige wat overbleef is de naam van de duinen, die ook naam van een windmolenpark op de Noordzee is geworden: Luchterduinen.

## Ligging Huis ter Lucht op de grote kaart van het Hoogheemraadschap Rijnland van Johannes Dou en Steven van Broekhuizen (1746)

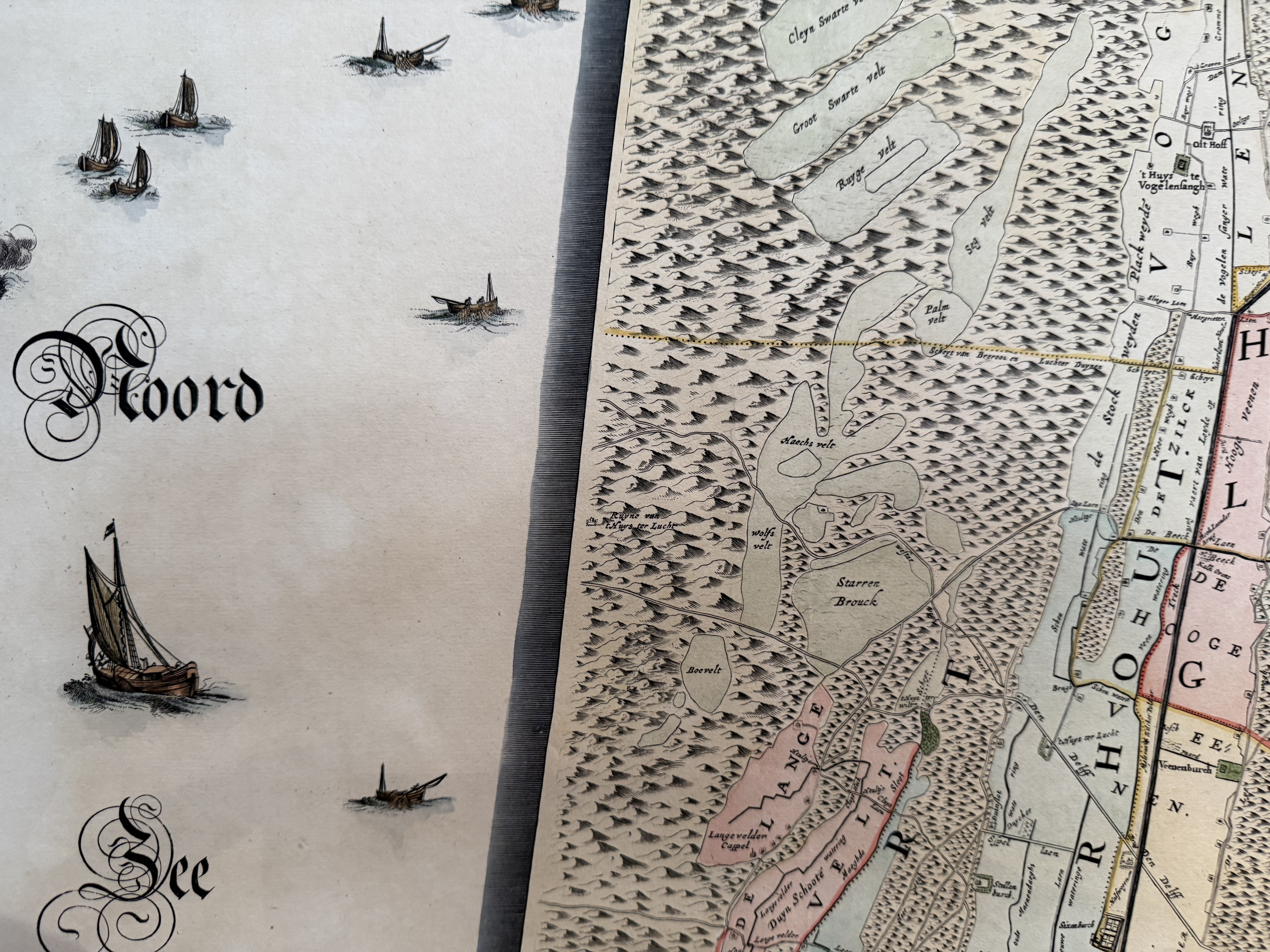
Detail van de kaart die het strand en de duinen tussen Noordwijk aan Zee en Zandvoort laat zien
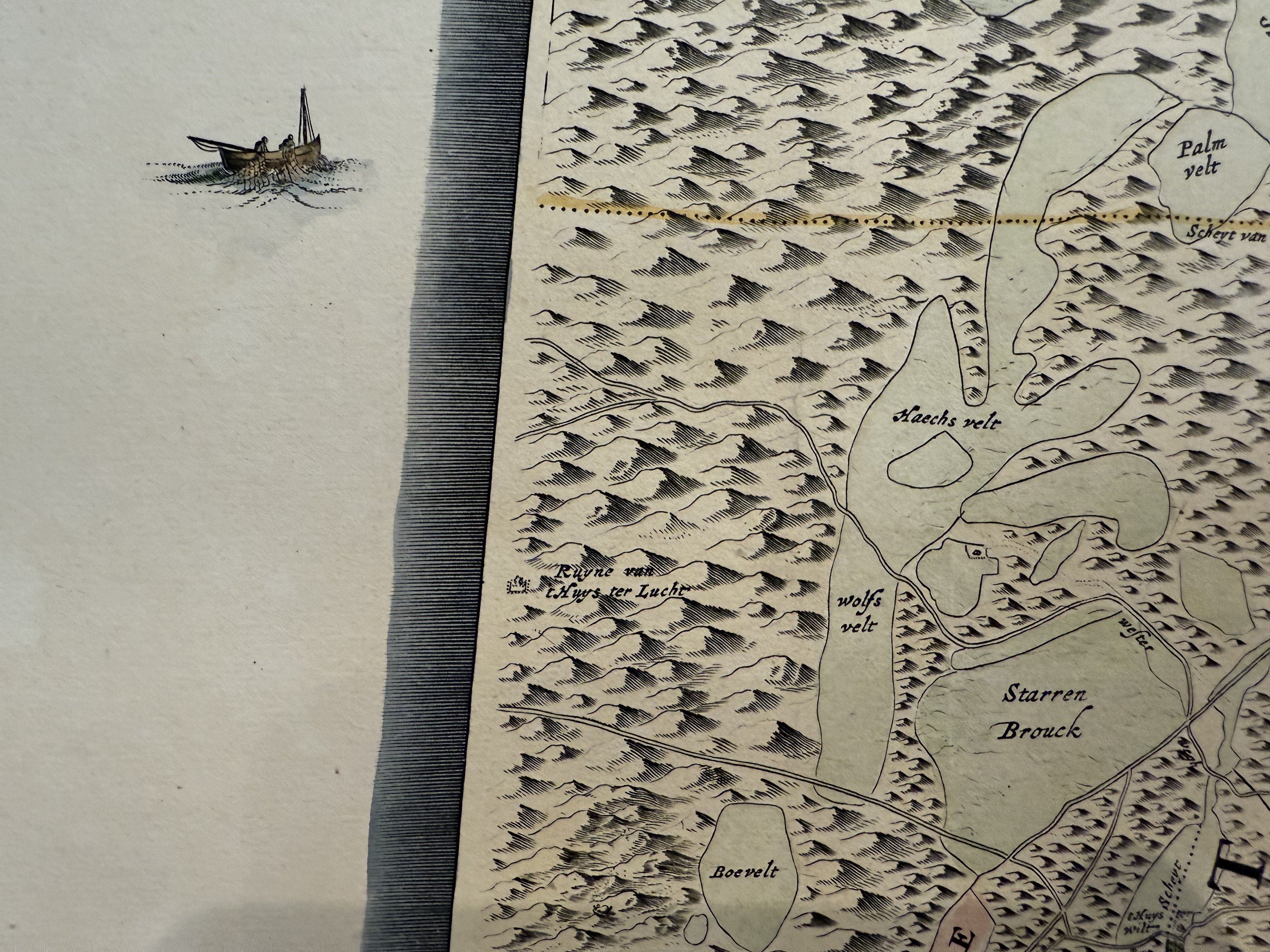
De ligging van Huis ter Lucht
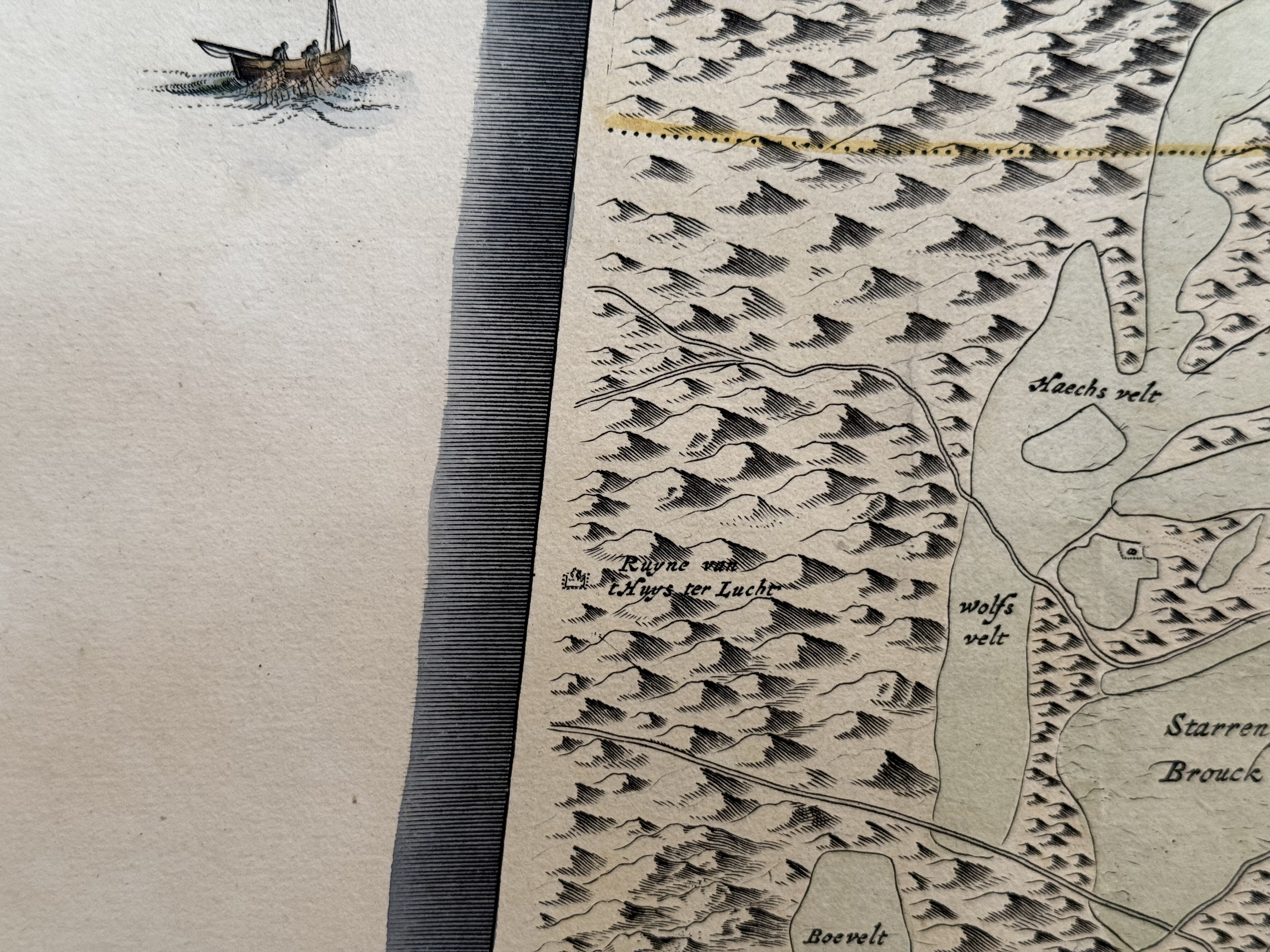
De ruines van het huis lagen aan het strand